# (183595) 2003 TG58
(183595) 2003 TG58 est un objet transneptunien faisant partie des cubewanos.

## Caractéristiques
2003 TG58 mesure environ 140 km de diamètre.

## Orbite
L'orbite de 2003 TG58 possède un demi-grand axe de 44,755 ua et une période orbitale d'environ 299 ans. Son périhélie l'amène à 40,099 ua du Soleil et son aphélie l'en éloigne de 49,41 ua. Il s'agit d'un cubewano.

## Découverte
2003 TG58 a été découvert le 3 octobre 2003.